# Hooiberg
Hooiberg (en papiamento: Seru Hooiberg) es una montaña de 168 metros de altura sobre el nivel del mar (541 pies) que además constituye una formación volcánica en la isla de Aruba. 

## Características
Se encuentra casi en el centro de la isla y se puede ver desde prácticamente cualquier lugar de su territorio. La palabra neerlandesa Hooiberg, literalmente se traduce como "pajar" en español, los neerlandeses le dieron ese nombre porque les recordó precisamente a un pajar.
La montaña es popular por las vistas panorámicas que sobre Hooiberg se pueden obtener. Dando un aproximado de 562 pasos se puede llegar a la cima de la formación. En un día claro incluso se pueden ver desde partes del vecino Estado Falcón en Venezuela.  La cima de la montaña que es azotada por el viento es también el lugar donde se ubican varias antenas de radio y estaciones base usadas por una empresa de telecomunicaciones local llamada Aruba Setar.